# 현기증 (1958년 영화)
《현기증》(Vertigo)은 1958년 미국에서 만들어진 앨프리드 히치콕 감독의 미스터리 스릴러 영화이다. 히치콕 감독의 영화 중 최고 걸작으로 꼽히는 작품이다.

## 줄거리
동료 경찰관이 추격 도중 옥상에서 추락사한 뒤, 샌프란시스코 형사 존 "스코티" 퍼거슨은 그 사건으로 인한 고소공포증과 현기증 때문에 은퇴한다. 전 약혼녀인 미지는 또 다른 심각한 정신적 충격만이 유일한 치료법일 수 있다고 말한다. 미지는 여전히 스코티에 대한 감정을 가지고 있지만, 스코티는 그의 애정 표현을 받아들이지 않는다.

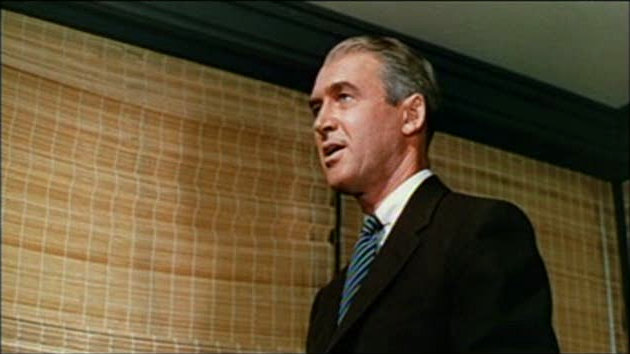
미지의 아파트에서 고소공포증을 극복하려 사다리에 올라선 존 "스코티" 퍼거슨을 연기하는 스튜어트

대학 시절 지인인 개빈 엘스터는 스코티에게 자신의 아내 매들린이 이상한 행동을 보인다며 그를 미행해달라고 부탁한다. 스코티는 매들린이 미션 샌프란시스코 데 아시스에 있는 칼로타 발데스(1831-1857)의 묘지와 리전 오브 아너 미술관을 방문하여 《칼로타의 초상》을 응시하는 것을 목격한다.
현지 역사가는 칼로타 발데스가 자살했다고 설명한다. 그는 한 기혼 부호의 정부였고 그의 아이를 낳았으나, 자식이 없던 그 남자는 아이만 데려가고 칼로타를 버렸다. 개빈이 매들린을 빙의했다고 두려워하는 칼로타는 매들린의 증조모였다. 하지만 매들린은 이 사실을 모르며 빙의된 상태에서 방문했던 장소들도 기억하지 못한다. 스코티는 그를 포트 포인트까지 쫓아가 샌프란시스코 만으로 뛰어든 그를 구한다.
다음 날, 매들린은 감사 편지를 전하러 스코티를 찾아와 함께 하루를 보낸다. 둘은 뮈어 우즈와 17마일 드라이브의 사이프레스 포인트를 여행하며 서로를 껴안는다. 다음 날, 매들린은 악몽 이야기를 들려주고, 스코티는 그 배경이 칼로타의 어린 시절 집이었던 미션 샌후안 바우티스타라고 알아챈다. 스코티가 그를 그곳으로 데려가자 둘은 서로에 대한 사랑을 고백한다. 매들린은 갑자기 교회로 달려가 종탑으로 올라가며 따라오지 말라고 한다. 스코티는 그를 쫓아가지만, 고소공포증 때문에 계단에서 멈춰 서서 그가 추락사하는 것을 목격한다.
매들린의 사망에 대한 검시에서 자살로 판결이 내려지지만, 검시관은 스코티가 그를 구하기 위해 더 노력하지 않은 점을 꾸짖는다. 개빈도 스코티를 탓하지 않지만, 스코티는 심각한 우울증에 빠져 거의 혼수상태로 요양원에 입원하게 된다. 퇴원 후, 스코티는 매들린이 방문했던 장소들을 자주 찾아다니며 종종 환영을 본다. 어느 날, 스코티는 겉모습은 매우 다르지만 매들린을 떠올리게 하는 여인을 거리에서 발견한다. 그는 여인의 아파트까지 따라가고, 그곳에서 여인은 자신을 캔자스 주 샐라이나 출신의 주디 바튼이라고 소개한다.
회상 장면을 통해 주디가 스코티가 알았던 "매들린 엘스터"였음이 밝혀진다. 그는 정교한 살인 계획의 일환으로 개빈의 아내를 연기했던 것이다. 개빈은 스코티의 고소공포증을 이용해 "자살 투신" 현장에 자신의 아내의 시신을 교체해 놓았다. 주디는 스코티에게 자신이 계획에 가담했음을 고백하는 편지를 쓰지만, 그를 사랑하기에 편지를 찢고 거짓을 이어가기로 한다.
둘은 교제를 시작하지만, 스코티는 여전히 "매들린"에 집착하며 주디에게 옷을 바꿔 입고 머리를 염색해 그와 비슷해지라고 요구한다. 주디가 요구를 들어주자, 스코티는 그가 칼로타의 초상화에 나오는 목걸이를 하고 있는 것을 발견한다. 진실을 깨달은 스코티는 주디를 다시 미션으로 데려간다.
그곳에서 스코티는 자신을 광기로 몰아넣었던 사건을 재현해야 한다고 말하며, 이제 "매들린"과 주디가 같은 사람이며 주디가 칼로타처럼 개빈의 정부였다가 버림받았다는 사실을 알고 있다고 말한다. 스코티는 그를 종탑으로 끌고 올라가 속임수를 자백하게 한다. 스코티는 마침내 고소공포증을 극복하고 꼭대기에 도달한다. 주디는 개빈이 자신에게 돈을 주고 "빙의된" 매들린 연기를 시켰다고 고백하며 용서를 빈다. 스코티가 주디를 껴안는 순간, 소음을 조사하러 온 수녀가 종탑 바닥문에서 어스름한 모습으로 나타나 주디를 놀라게 한다. 주디는 종탑에서 뒤로 떨어져 죽음을 맞이하고, 다시 한 번 상실을 겪었지만 고소공포증은 치료된 스코티는 충격을 받은 채 난간에 서 있는 동안 수녀가 교회 종을 울린다.

## 출연
- 제임스 스튜어트 (James Stewart) - 존 퍼거슨 (스코티)
- 킴 노백 (Kim Novak) - 매들린 / 주디
- 바버라 벨 게디스 (Barbara Bel Geddes) - 마저리 우드
- 톰 헬모어 (Tom Helmore) - 개빈 엘스터
- 헨리 존스 (Henry Jones) - 검시관

## 갤러리

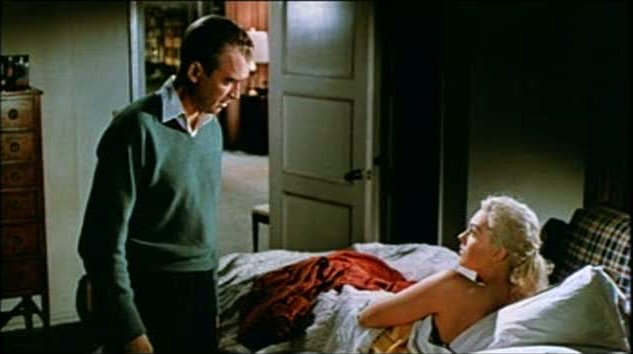
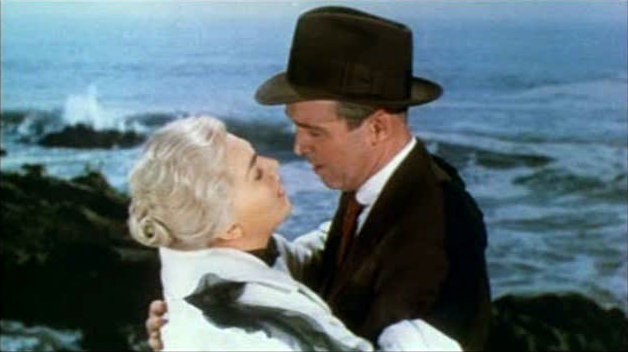
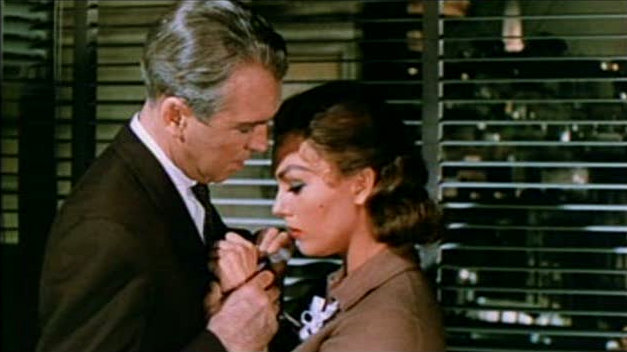
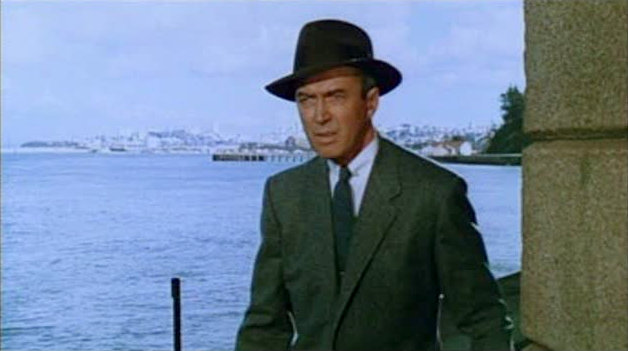
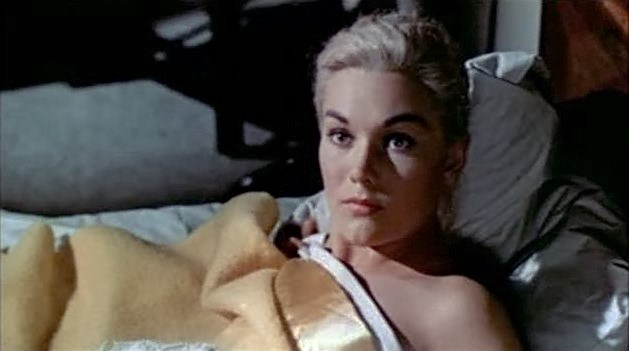
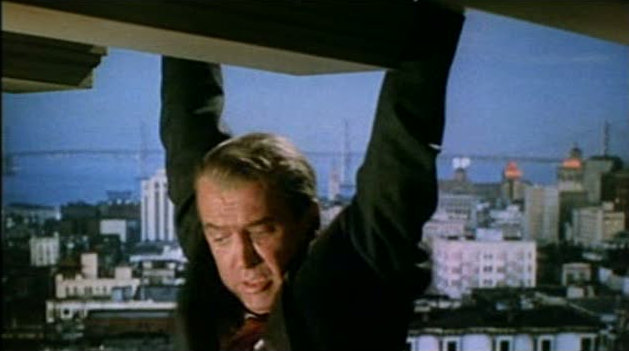

## 같이 보기
- 앨프리드 히치콕의 작품 목록
- 미국 영화